# エドポーク
エドポークは、東京都が開発、販売していたブランド豚、銘柄豚肉の名称。
1978年頃から東京都畜産試験場ではランドレース種系統の豚エドの系統造成試験を行っていた。エドは1986年に完成、翌1987年から系統の維持を行った。これによってブランド豚として都内の小売店でエドポークの販売が行われるようになった。
しかし、当時は豚肉価格の低迷が続いたことと、1989年頃の好景気によって都内に住宅が増えたことから、養豚所の臭気などの環境問題が指摘されるようになり、東京都内での養豚経営は次第に厳しくなった。肉の味などの面では好評を博したが、流通面の統制が上手くいかず銘柄としては現存していない。
1990年3月に北京市農林科学院畜牧獣医研究所から北京黒豚7頭が東京都畜産試験場に贈られた際には、代わりにエドが求められたが、日中双方の検疫にかかる費用の問題などから実現していない。